# Peter Maury
Carl Peter Johannes Maury, född 13 februari 1946 i Helsingfors, är en finländsk läkare. Han är gift med Carita Maury. 
Maury blev medicine och kirurgie doktor 1972 och professor i invärtes medicin vid Helsingfors universitet 1990. Han har bedrivit biokemisk, immunologisk och klinisk forskning om reumatiska sjukdomar och amyloidos och har klarlagt den genetiska defekten vid ärftlig amyloidos av finländsk typ.